# 尤里·庫什納廖夫
尤里·庫什納廖夫（Yuri Kushnarev；1985年6月6日—）是一位俄羅斯橄欖球運動員。他是俄羅斯國家橄欖球隊的一員，代表俄羅斯參加了2011年世界盃橄欖球賽。